# Europeiska unionens byrå för luftfartssäkerhet
Europeiska unionens byrå för luftfartssäkerhet (engelska: European Union Aviation Safety Agency, Easa), tidigare Europeiska byrån för luftfartssäkerhet, är en av Europeiska unionens byråer och den gemensamma europeiska flygsäkerhets- och luftfartsskyddsmyndigheten. Easa tar fortlöpande över allt fler av de tillstånds- och tillsynsuppgifter som tidigare utfördes av de europeiska ländernas egna flygsäkerhetsmyndigheter genom Civil Aviation Authority och Joint Aviation Authorities.
Byrån fick sitt nuvarande namn den 11 september 2018 när ny lagstiftning som reglerar dess verksamhet trädde i kraft.